# Малёванцы

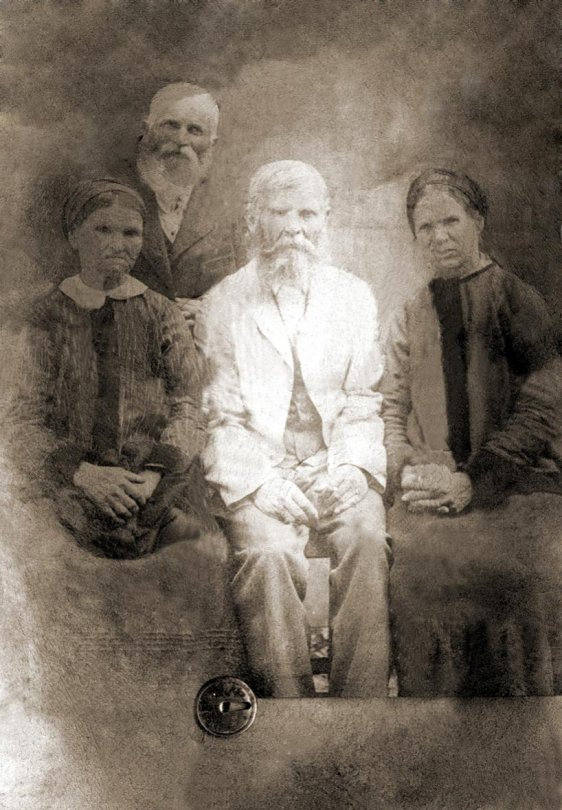
Малёванный с последователями, 1890-е гг.

Малёванцы — группа духовных христиан, течение в баптизме, возникшее в Российской империи в конце 1880-х годов XIX века и распространённое, в основном, в Киевской, Херсонской и Минской губерниях. Течение вышло из штундо-баптизма, однако, несмотря на свой рационалистический характер, приобрело чёткие мистические черты, и в этом отношении приближается к хлыстам. Получило своё название по имени основателя и главы Кондратия Алексеевича Малёванного. В 1890-е годы Малёванного лечили в психиатрической больнице у В. М. Бехтерева.

## История

### Возникновение вероучения
В 80-х годах XIX века в Киевской губернии достаточно широко распространился баптизм, привнесённый немецкими колонистами.
В 1884 году Кондратий Алексеевич Малёванный, биографию жизни которого можно проследить по публикациям журналиста киевской газеты «Киевская мысль» (1913 год) П. И. Кореневского, неграмотный мещанин-колесник города Тараща, Киевской губернии, уходит из православия и, при большом стечении народа, в присутствии урядника и властей, крестится по баптистскому обряду в пруде около села Кердань, Таращанского уезда. Этот человек якобы появился на земле спасти людей от Страшного суда, которого каждый должен ждать со дня на день.
Однако через некоторое время, в конце 1880-х годов, в таращанскую тюрьму переводят несколько сектантов из села Скибина, находящегося в 30-ти верстах от города Таращи, которых начинают посещать единомышленники, останавливающиеся у Малёванного. На свидания с товарищами сектанты часто берут с собой и Малёванного, вечерами ведут с ним долгие религиозные беседы и дискуссии.
Через несколько месяцев пребывания в тюрьме, глава этого сектантского движения, Венедикт Душенковский, ссылается в Елисаветпольскую губернию, а вскоре следует высылка и остальных сектантов. Однако семя религиозного сомнения уже брошено в душу Малёванного и, после прекращения общения с сектантами, он самостоятельно принимается за изучение Библии.
Малёванный выбирает из числа единоверцев-баптистов четырёх наиболее подходящих по настроению собеседников и вместе с ними приступает к совместному изучению Библии. Через некоторое время он приходит к выводам, что Иисус Христос является не человеком, а всего лишь прообразом или синонимом истины или правды, описываемые в Библии события лишь притча или предсказание, а жизнь Христа ещё впереди.

### Распространение и развитие
Придя к таким выводам Кондратий Малёванный в мае-июне 1890 года начинает проповедовать своё новое учение.
Павел Иванович Бирюков, исследователь сектантских течений и биограф Толстого, в своей статье «Малёванцы. История одной секты», вышедшей в 1905 году в Женеве, приводит отрывок из письма к нему одной из последовательниц Малеванного, рассказывающей о начале проповеди:
…И баптисты стали его ненавидеть и даже хотели отлучить от церкви его, потому что он их обличал за их неправильные поступки, тогда мученик Малёванный объяснил их церкви, что кто хочет, братья и сёстры, пусть идут с ним славить Господа Славы. Тогда на это предложение согласилось ещё четыре семейства, и так продолжалось месяцев пять или шесть, они отдельно от баптистов славили Господа Славы, и в октябре месяце 1890г. мученику Кондратию Дух свидетельствовал пробыть в посте и молитве. Тогда он объявил это своей церкви, тем, которые были присоединены к нему славить Господа, тогда братья и сёстры тоже пожелали с ним пребыть в посте и молитве и пребыли они день и ночь, и на другой день в половине дня, когда они молились и стояли на коленях, явилась слава Господня, и мученик Кондратий проговорил на ином наречии, и с великим восторгом вострепетала его плоть, и он запел громким голосом псалом... и так громко пропел, что все соседи сбежались и недоумевали, что бы это значило, потому что день это был праздничный, и когда окончилось моленье, тогда одна сестра Мария, в восторженном Духе пала к ногам мученика и смело говорила: «истинно ты Христос, Спаситель мира». И он тогда смиренно своими руками поднимал её с полу и говорил слова: «не делай сего, а поклонись и воздай славу Господу, сотворившему небо и землю». А она ещё более и более продолжала кричать: «истинно ты Спаситель мира, Христос Иисус!». Тогда брат Савелий в великом восторге и в Духе вострепетал и тоже говорил: «истинно ты Спаситель мира, Христос!». Тогда и все остальные, сколько их было в собрании, братья и сёстры, возрадовались Духом и славили Господа и говорили: «истинно ты Спаситель мира Христос Иисус!».
В 1891 году Малёванный объявил, что в него вселился Святой Дух, и объявил себя Христом. Сергей Васильевич Булгаков, автор «Справочника по ересям, сектам и расколам» (изд. 1913, переиздан в 2004 году), утверждал, что каждый последователь Кондрата считался святым и живым воплощением Святого Писания. Последователи на молебнах входили в транс, при этом частым было явление, когда мужчины молились в женских одеждах, а женщины голыми. Они всегда мылись только в холодной воде на природе. Владимир Михайлович Бехтерев, выдающийся русский медик-психиатр, в своей книге «Внушение и его роль в общественной жизни» (глава «Эпидемия малёванщины»), указывает на то, что одним из главных особенностей малеванского движения являлось присутствие у людей галлюцинаций.
Варвара Ивановна Ясевич-Бородаевская так описывает это в своей книге «Борьба за веру», вышедшей в Санкт-Петербурге в 1912 году:
«Все приподнятые размышления, толки и беседы с единомышленниками, которые начинают указывать на Кондрата Малёванного, как избранника Божия, нервируют и доводят его до галлюцинаций: то ему начинает казаться, что он видит развёрстое небо, слышит оттуда призывающий голос; то ему кажется, что он отделяется от земли и окружающие его, как мне рассказывала жена Малёванного, видят то же самое; далее начался экстаз со всевозможными его проявлениями, и этому экстазу поддаётся также вся окружающая среда: среди радостных возгласов, слёз отчаяния, раздаётся импровизированная молитва в виде проповеди, возвещающая о наступлении на земле Царствия Божия. Малеванного признают «первенцем-спасителем», а его ближайшие собеседники объявляются евангелистами нового учения, получающего наименование «малёванщины». В доме Малёванного создаётся фантастическая обстановка: самого Кондратия одевают в светлую одежду, стены и пол жилища покрывают приносимыми дарами: плахтами, кусками холста и бархата. Потрясённый и взволнованный слухами о появлении в городе Тараще Божия «первенца», народ начинает массами сюда стекаться, послушать новоявленного проповедника и спасителя. Охваченные религиозным энтузиазмом, уверовавшие приближаются к хате своего «первенца» сначала на коленях, вознося молитвы к Богу, а, переступив порог, падают к ногам Малёванного, горько проливая слёзы, молитвенно воздевая руки и изливая ему свои сомнения и горести. Весь в светлом, с глубокой скорбью во взоре, новоявленный пророк встречает всех приветливо и ласково. Воздевая руки к небу, он со страстью говорит о зле, царящем на земле и охватившем весь род людской; указывает на необходимость возродиться к новой жизни путём самоусовершенствования, любви к ближнему, добрыми делами, стремлением к истине, исканием её. Своей страстной речью Малеванный гипнотизировал толпу, внушая ей те же чувства и мысли, которые воодушевляли и его. Тут же в экстазе он провозглашает себя избранником, «первенцем» Божиим на земле. Но, говоря о наступлении Царствия Божия, Малёванный вместе с тем предсказывает и о предстоящих своих страданиях»...
После этих событий у дома Малёванного, в котором кроме него проживала также его жена и шестеро детей, начинают собираться толпы сельчан, пришедших посмотреть на «Спасителя», молва о котором с необыкновенной быстротой облетела близлежащие сёла и местечки.

### Арест основателя
Через некоторое время Кондратий Малёванный был арестован, после чего в апреле 1893 года его отвезли в Киев, в Кирилловский дом умалишённых, где психиатром Иваном Алексеевичем Сикорским (отцом известного авиатора Игоря Сикорского), он был признан душевнобольным, и 14 сентября того же года, для исключения общения со своими последователями, был переведён в Казанский дом умалишённых, где содержался до августа 1905 года.
После помещения Малёванного в больницу для умалишённых во главе сектантов становится крестьянин Сквирского уезда Иван Лысенко, в свою очередь объявивший себя Христом, Сыном Божиим, а Малёванного — Богом-Отцом, явившимся во плоти.
После выхода из больницы вернулся в Таращу, где проживал до своей смерти 21 февраля 1913 года.
После смерти оставил автобиографию «История жизни К. Малёванного», а также многочисленные «Послания». Так как сам Кондратий Малёванный был неграмотен, тексты за него записывал его зять, также член секты.

### От смерти Малёванного до наших дней
После заключения Малёванного в дом для умалишённых течение малёванцев продолжало распространяться в Киевской, а также в Херсонской и Минской губерниях, перекинулось в Сибирь и даже дошло до Иркутской губернии.
Малёванцы (толстовцы-малёванцы), живущие в окрестностях Киева, оставались верны воззрениям основателя течения и после его смерти. В 60-е годы XX века малёванцы массово подвергались ссылкам и гонениям за отрицание государства. Молодёжь попадала в тюрьмы за отказ брать в руки оружие. В настоящее время течение имеет некоторое количество последователей на Украине (Киевская и Житомирская области), а также в России (Тульская область).

## Вероучение и религиозная деятельность
Основные положения религиозного учения малёванцев:
- всё содержание Нового Завета есть не что иное, как ряд притч.
- жизнь Иисуса Христа, о котором говорится в Евангелии, ещё впереди.
- библейским пророчествам ещё предстоит сбыться.
- Иисус, о котором говорится в евангелических притчах, не человек, а образ или синоним «правды» и «истины».
- Христос, т. е. «правда», был и до Авраама, и во время Моисея, что подтверждается Евангелием, в котором Спаситель говорит: «Истинно, истинно говорю вам: и прежде, нежели был Авраам, Я есмь». Затем он говорил, что и в послании к Тимофею, в 6-й главе сказано, что Его «никто из человеков не видел и видеть не может», следовательно, Христос, о котором говорится в Евангелии, есть лишь притча о правде, восприятием которой и должно подготовить себя к принятию предсказанного Ветхим Заветом Спасителя.

Кроме того малёванцы, прежде всего, отрицали все обряды православной церкви и все таинства (крещение и причащение), чем отличались не только от трёх главных христианских ветвей, но и от многих других сект или течений, например от баптизма. Отрицание всякой обязательной обрядности, подразумевало полную «беспоповщину», а также отсутствие праздников и храмов.
Не признавали креста, как символа.
Сводили всё богослужение к молитвословию и пению духовных виршей.
Признавали мораль христианского учения в полном объёме и без оговорок. Две основных заповеди Христа о любви к Богу и ближнему проходят через всё их учение насквозь, от первого до последнего слова его проповеди.
Запрещали употребление в пищу мяса, табакокурение, употребление алкоголя.
Культ малёванцев во многом напоминал культ христоверов (хлыстов). Богослужения у малёванцев, как и у хлыстов, совершались в форме радений. Они строго соблюдали посты, во время радений пели, говорили на неизвестных языках. Последователи Малёванного объявили его Христом.
Для малёванцев были характерны эсхатологические воззрения. Они нетерпеливо ожидали второго пришествия и считали себя подготовленными к встрече этого момента. Проповедуя пассивный анархизм, малёванцы тем не менее иногда переходили к активным действиям.
Выступали с критикой социального неравенства среди баптистов, формализации обрядов. Проповедовали скорое наступление «конца света».
Верили, что страшный суд, который придёт в самое ближайшее время, будет твориться не на небесах, а на земле. После страшного суда все порядки будут изменены и все люди станут свободными. Мир освободится от насилия, неправды и зла, наступит пора истинного блаженства, а на земле всё будет делиться по справедливости среди равных между собой людей.
Вера в близость страшного суда, а за ним и новой жизни, поддерживала в малёванцах постоянное праздничное настроение и потребность общения. Они не хотели изнурять себя трудом и отказывались работать у помещиков, мотивируя своё поведение словами: «довольно поработали на попов, не хотим работать и на панов».
Выступали за возрождение традиции духовных христиан (христоверов-(хлыстов) и духоборов), подчёркивали приоритет «святого духа» и стремились поколебать авторитет Библии в умах своих последователей.
Не признавали никаких гражданских законов, мотивируя словами «закон поработил нас полиции, попам и помещикам».
Признавая себя святым, каждый малёванец считал себя живым храмом (что внутри человека совершается, то и есть служба Богу).
Заповеди Библии для малёванцев представлялись излишними, поскольку каждый верующий рассматривался как «живое писание», являясь его воплощением.

## Малёванцы и известные люди
После возвращения в Россию в 1905 году, у малёванцев некоторое время жил Иван Михайлович Трегубов, автор ряда статей по российскому сектантству.
В защиту малёванцев выступал Павел Иванович Бирюков — русский публицист и общественный деятель, известный как крупнейший биограф, друг и последователь Л. Н. Толстого.